# Tapio Wilska
Tapio Wilska (Savonlinna, 19 settembre 1969) è un cantante finlandese.
È la voce del gruppo heavy metal Sethian. Tapio è l'ex-voce del gruppo black/folk Metal Finntroll. Le sue influenze musicali prendono forma da: Black Sabbath, Motörhead, Dead Kennedys, Venom, Thin Lizzy and The Pixies.
Tapio ha collaborato anche con la band finlandese Nightwish per alcuni album.

## Discografia
- Lyijykomppania - Uimakoulu (1993)
- Nattvinden's Gråt - A Bard's Tale (1994)
- Nattvinden's Gråt - Chaos Without Theory (1997)
- Wizzard - Devilmusick (1999)
- Wizzard - Songs of Sin and Damnation (2000)
- Nightwish - Oceanborn (1998)
- Nightwish - From Wishes to Eternity (2001)
- Nightwish - Over the Hills and Far Away (2001)
- Finntroll - Jaktens Tid (2001)
- Sethian - Into the Silence (2003)
- Finntroll - Visor om Slutet (2003)
- Finntroll - Nattfödd (2004)
- Shadows Over Silence - till death do us part (2006)
- Kylähullut - Lisää Persettä Rättipäille (2007)